# Interkontinentální pohár 1984
Dvacátý třetí ročník Interkontinentálního poháru byl odehrán 9. prosince 1984 na Olympijském stadionu v Tokiu, kde se hrál pravidelně již od roku 1980. Ve vzájemném zápase se střetli vítěz PMEZ v ročníku 1983/84 – Liverpool FC a vítěz Poháru osvoboditelů v ročníku 1984 – CA Independiente.

## Zápas
| 9. prosince 1984 |        |                  |                                                                         |
| Liverpool FC     | 0 : 1  | CA Independiente | Olympijský stadion, Tokio diváci: 62 000 rozhodčí: Romualdo Arppi Filho |
|                  | Report | 6' Percudani     | Olympijský stadion, Tokio diváci: 62 000 rozhodčí: Romualdo Arppi Filho |

| Liverpool FC | CA Independiente |

| Muž zápasu: José Alberto Percudani (CA Independiente) |

## Vítěz
| Interkontinentální pohár 1984 CA Independiente (2. vítězství) |